# Okręg wyborczy nr 42 do Sejmu Rzeczypospolitej Polskiej (1993–2001)
Okręg wyborczy nr 42 do Sejmu Rzeczypospolitej Polskiej (1993–2001) obejmował województwo słupskie. W ówczesnym kształcie został utworzony w 1993. Wybieranych było w nim 4 posłów w systemie proporcjonalnym.
Siedzibą okręgowej komisji wyborczej był Słupsk.

## Wyniki wyborów
| Podział 4 mandatów: SLD: 2 PSL: 1 UD: 1 |

| Podział 4 mandatów: SLD: 2 AWS: 2 |

## Reprezentanci okręgu
| Sejm | Rok  | Poseł KW                                  | Poseł KW                                  | Poseł KW                                  | Poseł KW                                  | Poseł KW                                  | Poseł KW                                  | Poseł KW                                  | Poseł KW                                  |
| ---- | ---- | ----------------------------------------- | ----------------------------------------- | ----------------------------------------- | ----------------------------------------- | ----------------------------------------- | ----------------------------------------- | ----------------------------------------- | ----------------------------------------- |
| II   | 1993 |                                           | W. Szkop SLD                              |                                           | J. Król UD                                |                                           | K. Iwaniec SLD                            |                                           | Z. Galek PSL                              |
| II   | 1996 | P. Kasprzyk SLD                           | W. Szkop SLD                              |                                           | J. Król UD                                |                                           |                                           |                                           | Z. Galek PSL                              |
| III  | 1997 |                                           | W. Szkop SLD                              | R. Giedrojć AWS                           | J. Sieńko SLD                             |                                           | J. Barzowski AWS                          |                                           |                                           |
| IV   | 2001 | okręg zniesiony – patrz okręgi nr 26 i 40 | okręg zniesiony – patrz okręgi nr 26 i 40 | okręg zniesiony – patrz okręgi nr 26 i 40 | okręg zniesiony – patrz okręgi nr 26 i 40 | okręg zniesiony – patrz okręgi nr 26 i 40 | okręg zniesiony – patrz okręgi nr 26 i 40 | okręg zniesiony – patrz okręgi nr 26 i 40 | okręg zniesiony – patrz okręgi nr 26 i 40 |

### Wybory parlamentarne 1993
| Komitet wyborczy                                      | Komitet wyborczy                                     | Głosów | %     | Mandaty | Wybrani posłowie                                   |
| ----------------------------------------------------- | ---------------------------------------------------- | ------ | ----- | ------- | -------------------------------------------------- |
|                                                       | Sojusz Lewicy Demokratycznej                         | 36 880 | 25,83 | 2       | Władysław Szkop, Kazimierz Iwaniec, Paweł Kasprzyk |
|                                                       | Polskie Stronnictwo Ludowe                           | 22 039 | 15,43 | 1       | Zbigniew Galek                                     |
|                                                       | Samoobrona – Leppera                                 | 14 338 | 10,04 | –       |                                                    |
|                                                       | Unia Demokratyczna                                   | 13 086 | 9,16  | 1       | Jan Król                                           |
|                                                       | Unia Pracy                                           | 8623   | 6,04  | –       |                                                    |
|                                                       | Bezpartyjny Blok Wspierania Reform                   | 7299   | 5,11  | –       |                                                    |
|                                                       | Konfederacja Polski Niepodległej                     | 6044   | 4,23  | –       |                                                    |
|                                                       | Katolicki Komitet Wyborczy „Ojczyzna”                | 5834   | 4,09  | –       |                                                    |
|                                                       | Partia X                                             | 5440   | 3,81  | –       |                                                    |
|                                                       | Niezależny Samorządny Związek Zawodowy „Solidarność” | 5277   | 3,70  | –       |                                                    |
|                                                       | Porozumienie Centrum                                 | 4129   | 2,89  | –       |                                                    |
|                                                       | Unia Polityki Realnej                                | 3919   | 2,74  | –       |                                                    |
|                                                       | Kongres Liberalno-Demokratyczny                      | 3477   | 2,43  | –       |                                                    |
|                                                       | Polskie Stronnictwo Ludowe – Porozumienie Ludowe     | 3185   | 2,23  | –       |                                                    |
|                                                       | Koalicja dla Rzeczypospolitej                        | 2703   | 1,89  | –       |                                                    |
|                                                       | Polska Partia Przyjaciół Piwa                        | 532    | 0,37  | –       |                                                    |
| Frekwencja: 51,95% Źródło: Państwowa Komisja Wyborcza |                                                      |        |       |         |                                                    |

Poniższa tabela przedstawia podział mandatów dla komitetów wyborczych na podstawie uzyskanych głosów, a następnie obliczonych ilorazów wyborczych na podstawie metody D’Hondta.
| Podział mandatów dla komitetów wyborczych na podstawie metody D’Hondta | Podział mandatów dla komitetów wyborczych na podstawie metody D’Hondta | Podział mandatów dla komitetów wyborczych na podstawie metody D’Hondta | Podział mandatów dla komitetów wyborczych na podstawie metody D’Hondta | Podział mandatów dla komitetów wyborczych na podstawie metody D’Hondta | Podział mandatów dla komitetów wyborczych na podstawie metody D’Hondta | Podział mandatów dla komitetów wyborczych na podstawie metody D’Hondta | Podział mandatów dla komitetów wyborczych na podstawie metody D’Hondta | Podział mandatów dla komitetów wyborczych na podstawie metody D’Hondta |
| Komitet wyborczy                                                       | Komitet wyborczy                                                       | Liczba głosów                                                          | Iloraz wyborczy                                                        | Iloraz wyborczy                                                        | Iloraz wyborczy                                                        | Iloraz wyborczy                                                        | Mandaty                                                                | TP                                                                     |
| Komitet wyborczy                                                       | Komitet wyborczy                                                       | Liczba głosów                                                          | /1                                                                     | /2                                                                     | /3                                                                     | /4                                                                     | Mandaty                                                                | TP                                                                     |
| ---------------------------------------------------------------------- | ---------------------------------------------------------------------- | ---------------------------------------------------------------------- | ---------------------------------------------------------------------- | ---------------------------------------------------------------------- | ---------------------------------------------------------------------- | ---------------------------------------------------------------------- | ---------------------------------------------------------------------- | ---------------------------------------------------------------------- |
|                                                                        | Sojusz Lewicy Demokratycznej                                           | 36 880                                                                 | 36 880                                                                 | 18 440                                                                 | 12 293                                                                 | 9220                                                                   | 2                                                                      | 1,57                                                                   |
|                                                                        | Polskie Stronnictwo Ludowe                                             | 22 039                                                                 | 22 039                                                                 | 11 020                                                                 | 7346                                                                   | 5510                                                                   | 1                                                                      | 0,94                                                                   |
|                                                                        | Unia Demokratyczna                                                     | 13 086                                                                 | 13 086                                                                 | 6543                                                                   | 4362                                                                   | 3272                                                                   | 1                                                                      | 0,56                                                                   |
|                                                                        | Unia Pracy                                                             | 8623                                                                   | 8623                                                                   | 4312                                                                   | 2874                                                                   | 2156                                                                   | 0                                                                      | 0,37                                                                   |
|                                                                        | Bezpartyjny Blok Wspierania Reform                                     | 7299                                                                   | 7299                                                                   | 3650                                                                   | 2433                                                                   | 1825                                                                   | 0                                                                      | 0,31                                                                   |
|                                                                        | Konfederacja Polski Niepodległej                                       | 6044                                                                   | 6044                                                                   | 3022                                                                   | 2015                                                                   | 1511                                                                   | 0                                                                      | 0,26                                                                   |
| Ogółem                                                                 | Ogółem                                                                 | 93 971                                                                 | —                                                                      | —                                                                      | —                                                                      | —                                                                      | 4                                                                      | 4                                                                      |

### Wybory parlamentarne 1997
| Komitet wyborczy                                      | Komitet wyborczy                          | Głosów | %     | Mandaty | Wybrani posłowie                |
| ----------------------------------------------------- | ----------------------------------------- | ------ | ----- | ------- | ------------------------------- |
|                                                       | Sojusz Lewicy Demokratycznej              | 42 889 | 35,05 | 2       | Jan Sieńko, Władysław Szkop     |
|                                                       | Akcja Wyborcza Solidarność                | 31 755 | 25,97 | 2       | Roman Giedrojć, Jerzy Barzowski |
|                                                       | Unia Wolności                             | 15 696 | 12,83 | –       |                                 |
|                                                       | Polskie Stronnictwo Ludowe                | 8840   | 7,22  | –       |                                 |
|                                                       | Unia Pracy                                | 6962   | 5,69  | –       |                                 |
|                                                       | Ruch Odbudowy Polski                      | 4819   | 3,94  | –       |                                 |
|                                                       | Krajowa Partia Emerytów i Rencistów       | 3273   | 2,67  | –       |                                 |
|                                                       | Unia Prawicy Rzeczypospolitej             | 2709   | 2,21  | –       |                                 |
|                                                       | Krajowe Porozumienie Emerytów i Rencistów | 2545   | 2,08  | –       |                                 |
|                                                       | Blok dla Polski                           | 2085   | 1,70  | –       |                                 |
|                                                       | Przymierze Samoobrona                     | 784    | 0,64  | –       |                                 |
| Frekwencja: 42,46% Źródło: Państwowa Komisja Wyborcza |                                           |        |       |         |                                 |

Poniższa tabela przedstawia podział mandatów dla komitetów wyborczych na podstawie uzyskanych głosów, a następnie obliczonych ilorazów wyborczych na podstawie metody D’Hondta.
| Podział mandatów dla komitetów wyborczych na podstawie metody D’Hondta | Podział mandatów dla komitetów wyborczych na podstawie metody D’Hondta | Podział mandatów dla komitetów wyborczych na podstawie metody D’Hondta | Podział mandatów dla komitetów wyborczych na podstawie metody D’Hondta | Podział mandatów dla komitetów wyborczych na podstawie metody D’Hondta | Podział mandatów dla komitetów wyborczych na podstawie metody D’Hondta | Podział mandatów dla komitetów wyborczych na podstawie metody D’Hondta | Podział mandatów dla komitetów wyborczych na podstawie metody D’Hondta | Podział mandatów dla komitetów wyborczych na podstawie metody D’Hondta |
| Komitet wyborczy                                                       | Komitet wyborczy                                                       | Liczba głosów                                                          | Iloraz wyborczy                                                        | Iloraz wyborczy                                                        | Iloraz wyborczy                                                        | Iloraz wyborczy                                                        | Mandaty                                                                | TP                                                                     |
| Komitet wyborczy                                                       | Komitet wyborczy                                                       | Liczba głosów                                                          | /1                                                                     | /2                                                                     | /3                                                                     | /4                                                                     | Mandaty                                                                | TP                                                                     |
| ---------------------------------------------------------------------- | ---------------------------------------------------------------------- | ---------------------------------------------------------------------- | ---------------------------------------------------------------------- | ---------------------------------------------------------------------- | ---------------------------------------------------------------------- | ---------------------------------------------------------------------- | ---------------------------------------------------------------------- | ---------------------------------------------------------------------- |
|                                                                        | Sojusz Lewicy Demokratycznej                                           | 42 889                                                                 | 42 889                                                                 | 21 445                                                                 | 14 296                                                                 | 10 722                                                                 | 2                                                                      | 1,65                                                                   |
|                                                                        | Akcja Wyborcza Solidarność                                             | 31 755                                                                 | 31 755                                                                 | 15 878                                                                 | 10 585                                                                 | 7939                                                                   | 2                                                                      | 1,22                                                                   |
|                                                                        | Unia Wolności                                                          | 15 696                                                                 | 15 696                                                                 | 7848                                                                   | 5232                                                                   | 3924                                                                   | 0                                                                      | 0,60                                                                   |
|                                                                        | Polskie Stronnictwo Ludowe                                             | 8840                                                                   | 8840                                                                   | 4420                                                                   | 2947                                                                   | 2210                                                                   | 0                                                                      | 0,34                                                                   |
|                                                                        | Ruch Odbudowy Polski                                                   | 4819                                                                   | 4819                                                                   | 2410                                                                   | 1606                                                                   | 1 205                                                                  | 0                                                                      | 0,19                                                                   |
| Ogółem                                                                 | Ogółem                                                                 | 103 999                                                                | —                                                                      | —                                                                      | —                                                                      | —                                                                      | 4                                                                      | 4                                                                      |